# Borovnjak Mali
Koordinati:   43°41′54″N, 15°40′10″E
Borovnjak Mali je majhen nenaseljen otoček v Jadranskem morju, ki pripada Hrvaški.
Borovnjak Mali leži v Kakanjskem kanalu, med otokoma Kakan in Kaprije, jugovzhodno od otočka Borovnjak Veliki, od katerega je oddaljen okoli 0,3 km. Njegova površina meri 0,107 km².  Dolžina obalnega pasu je 1,21 km. Najvišji vrh otočka je visok 28 mnm.